# Chloris mossambicensis
Chloris mossambicensis är en gräsart som beskrevs av Karl Moritz Schumann. Chloris mossambicensis ingår i släktet kvastgrässläktet, och familjen gräs. Inga underarter finns listade i Catalogue of Life.